# La Conquista, Las Margaritas
La Conquista är en ort i Mexiko.   Den ligger i kommunen Las Margaritas och delstaten Chiapas, i den sydöstra delen av landet, 900 km öster om huvudstaden Mexico City. La Conquista ligger 1 435 meter över havet och antalet invånare är 269.
Terrängen runt La Conquista är huvudsakligen kuperad, men åt sydväst är den bergig. Runt La Conquista är det ganska glesbefolkat, med 30 invånare per kvadratkilometer. Närmaste större samhälle är Artículo 27, 20,0 km sydväst om La Conquista. I omgivningarna runt La Conquista växer i huvudsak städsegrön lövskog.